# Tour du Lac Léman
Die Tour du Lac Léman (Genfersee-Rundfahrt) war ein Schweizer Eintagesrennen, das rund um den Genfersee führte. Start und Ziel war jeweils Genf.
Die Rundfahrt wurde von 1879 bis 2005 mit Unterbrechungen ausgetragen und galt damit als ältester „Klassiker“. Ein Jahr zuvor veranstaltete man ein 67 Kilometer langes Rennen von Genf nach Rolle und zurück. Die Siegerzeit 1879 betrug für 10 Stunden 41 Minuten. Für die 175 Kilometer betrug die Siegerzeit 1880 noch 9 Stunden 25 Minuten.
Rekordsieger war der Schweizer Heiri Suter mit vier Siegen. Von 1956 bis 1971 war die Tour ein Amateurrennen, auch davor und danach gab es Austragungen für Amateure. 2005 war die letzte Austragung als Profirennen, nachdem die für 2006 geplante Veranstaltung kurzfristig abgesagt worden war. Seit 2007 wird das Rennen als Jedermannrennen Cyclotour du Léman veranstaltet. Start und Ziel beim Jedermannrennen ist Lausanne.

## Palmarès
- 2005  Jonas Ljungblad
- 2004  Dimitri Konyshev
- 2002  Filippo Pozzato
- 2001  Steve Zampieri
- 2000  Andris Naudužs
- 1999  Bruno Boscardin
- 1998  Glenn Magnusson
- 1997  Chris Newton
- 1993  Andrzej Sypytkowski
- 1996  Stefano Faustini
- 1988  Daniel Huwyler
- 1981  Viktor Schraner (Amateure)
- 1977  Bruno Wolfer
- 1975  René Leuenberger
- 1974  Iwan Schmid
- 1973  Fausto Stiz
- 1972  John Hugentobler
- 1971  Norbert Krapf
- 1970  Pedro Nosari (Amateure)
- 1969  John Hugentobler
- 1968  Daniel Biolley
- 1964  Kurt Baumgartner (Amateure)
- 1960  Robert Lelangue (Amateure)
- 1958  Joseph Boudon (Amateure)
- 1955  Alcide Vaucher
- 1955  Giancarlo Zucchetti (Amateure)
- 1954  Remo Pianezzi
- 1953  Armin von Büren
- 1953  Werner Arnold (Amateure)
- 1952  Ferdy Kübler
- 1951  Armin von Büren
- 1950  Fritz Zbinden
- 1949  Fritz Schaer
- 1948  Dominique Torelli
- 1948  Franco Fanti (Amateure)
- 1947  Emilio Croci-Torti
- 1946  Robert Lang
- 1945  Hans Maag
- 1943  Hans Knecht
- 1942  André Hardegger
- 1940–1941 nicht ausgetragen
- 1939  Robert Lang
- 1938  Franz Neuens
- 1937  Werner Buchwalder
- 1936  Ernst Bühler
- 1935  Karl Altenburger
- 1934  Walter Blattmann
- 1933  Albert Büchi
- 1932  Georges Antenen
- 1931  Max Bulla
- 1930  Heiri Suter
- 1929  Heiri Suter
- 1928  Georges Antenen
- 1928  Paul Litschi (Amateure)
- 1927  Heiri Suter
- 1927  Gottlieb Amstein (Amateure)
- 1926  Alfredo Saccomani
- 1925  Marcel Perriere
- 1925  Otto Lehner (Amateure)
- 1924  Heiri Suter
- 1923  Pietro Bestetti
- 1922  Costante Girardengo
- 1921  Franco Giorgetti
- 1920  Henri Rheinwald
- 1914–1919 nicht ausgetragen
- 1913  Otto Wiedmer
- 1912  Henri Rheinwald
- 1911  Marcel Perriere
- 1910  Marcel Perriere
- 1909  Marcel Lequatre
- 1908  Heinrich Gaugler
- 1907  Henri Rheinwald
- 1906  Marcel Lequatre
- 1905  Jaime Mora
- 1904  Henri Perrollaz
- 1903  Ernst Meurer
- 1902  August Marforio
- 1901  Louis Rossy
- 1900  August Marforio
- 1899  Georges Perrollaz
- 1898  Charles Calame
- 1897  Arnold Bozino
- 1896  Jacques Goncet
- 1895  Jacques Goncet
- 1894  Georges Roesch
- 1893  Arnold Bozino
- 1892  Louis Masi
- 1891  Louis Masi
- 1887  Louis Masi
- 1886  Charles Parent
- 1885  Jean Müller
- 1884  Paul Bruel
- 1883  Paul Bruel
- 1882 nicht ausgetragen
- 1881  Theodore Mottaz
- 1880  Jean Grandjean
- 1879  Ernest Metral